# Muur (bouwsel)

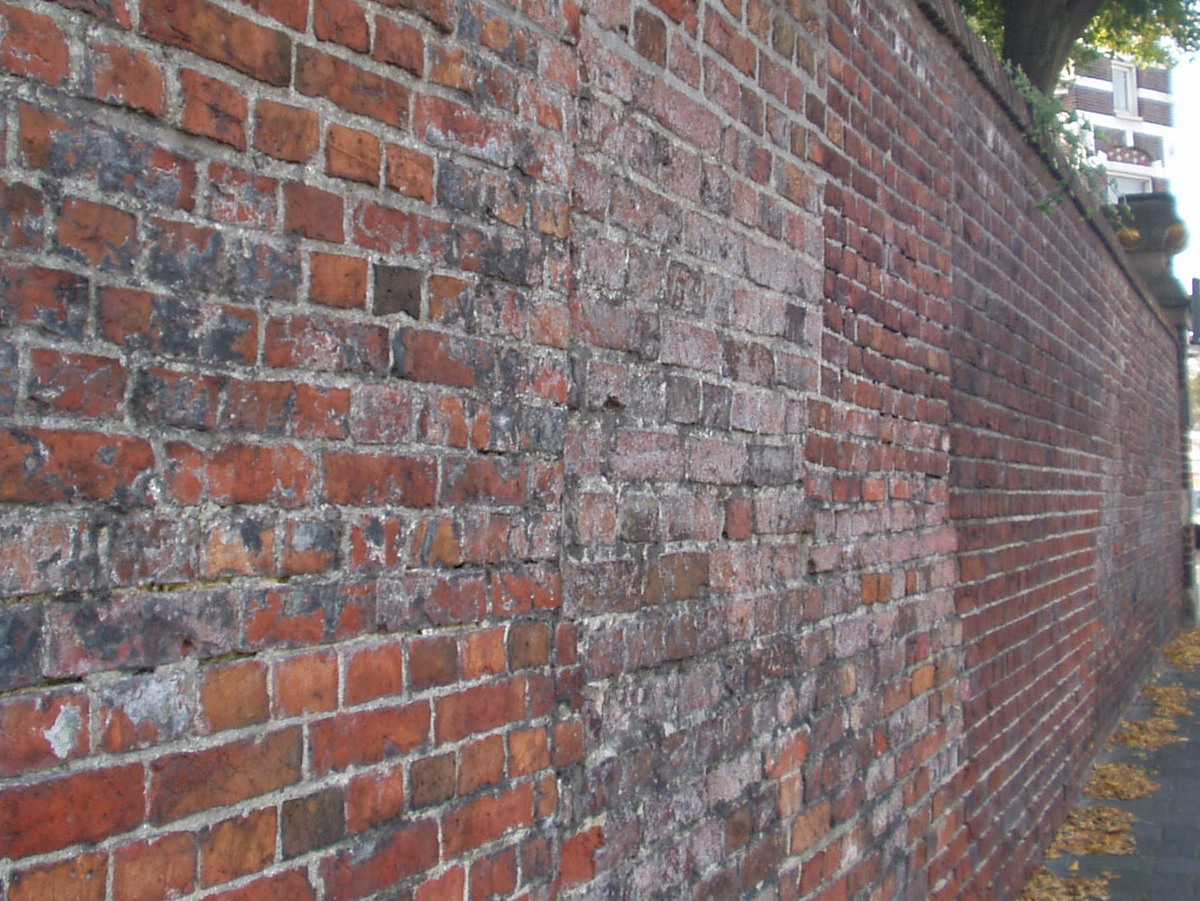
Muur met verschillende soorten steen gemetseld.

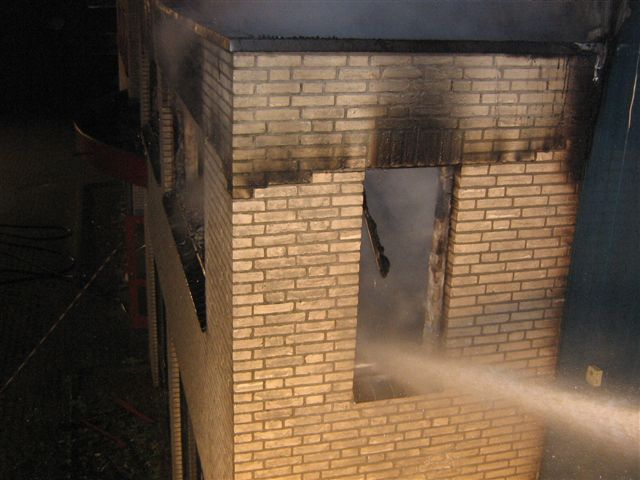
Een gemetselde muur die door brand instabiel geworden is. Een horizontale scheur wordt verraden door de afzetting van roet. Het bovenste gedeelte van de muur staat bijna geheel los en kan omvallen.

Een muur is een verticale constructie die dient als afscheiding tussen twee ruimten. Een muur kan onder andere gemaakt zijn van leem, hout, natuursteen, baksteen (smal of vol), gips, metaal, glas of beton. Het woord muur is afgeleid van het Latijnse woord murus (= muur). Daarmee is het woord muur een van de meest ingeburgerde leenwoorden van het Nederlands.
De volgende soorten muur kan men onderscheiden:
- los- of vrijstaande muren, muren die geen deel uitmaken van een gebouw;
- muren die deel uitmaken van een gebouw.

## Muren van gebouwen
Muren of wanden die deel uitmaken van een gebouw zijn onder te verdelen in:
- buitenmuren: muren aan de buitenzijde van het gebouw;
- binnenmuren: muren tussen de ruimtes binnen in een gebouw.

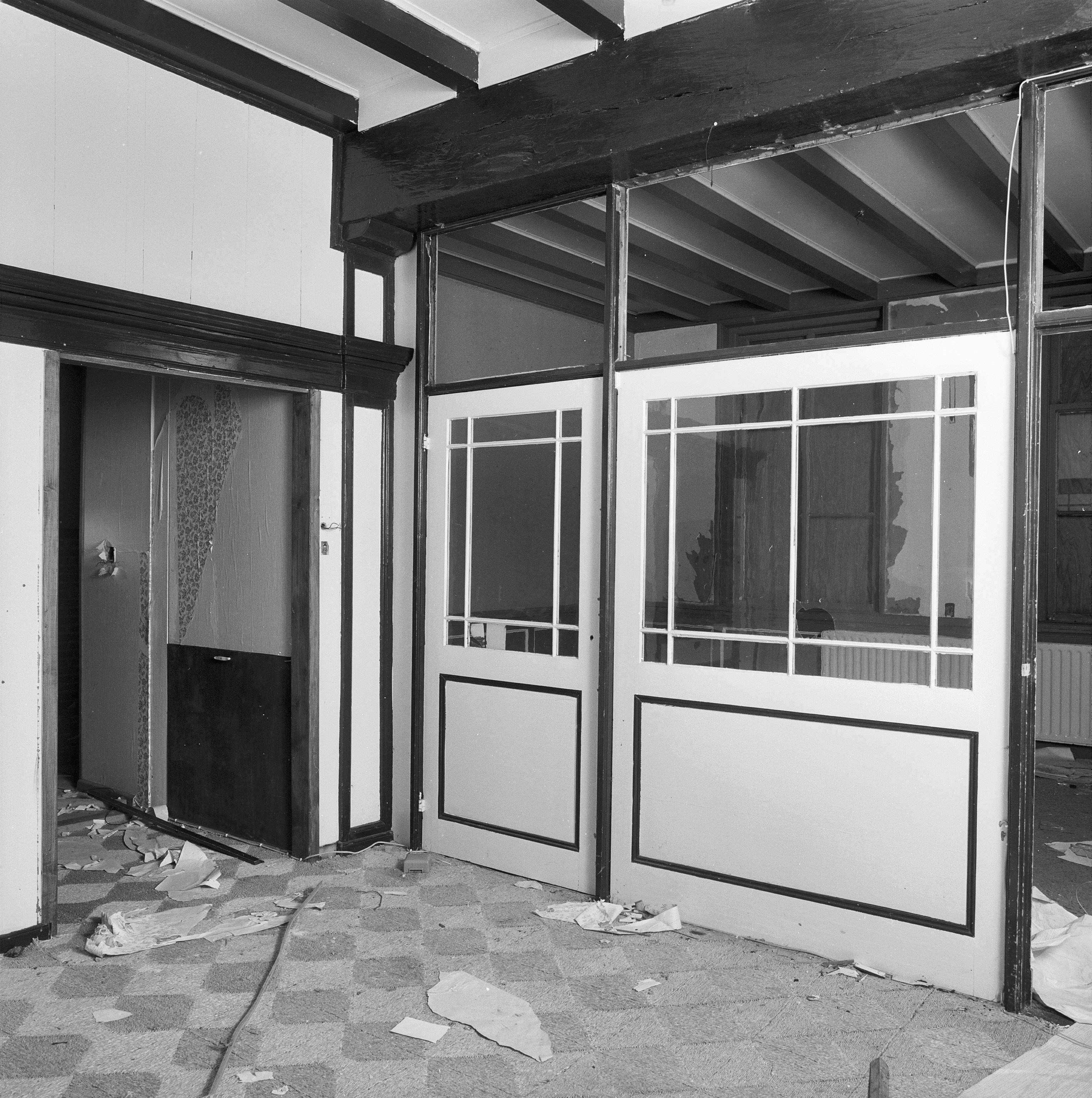
Binnenwanden in een woning.

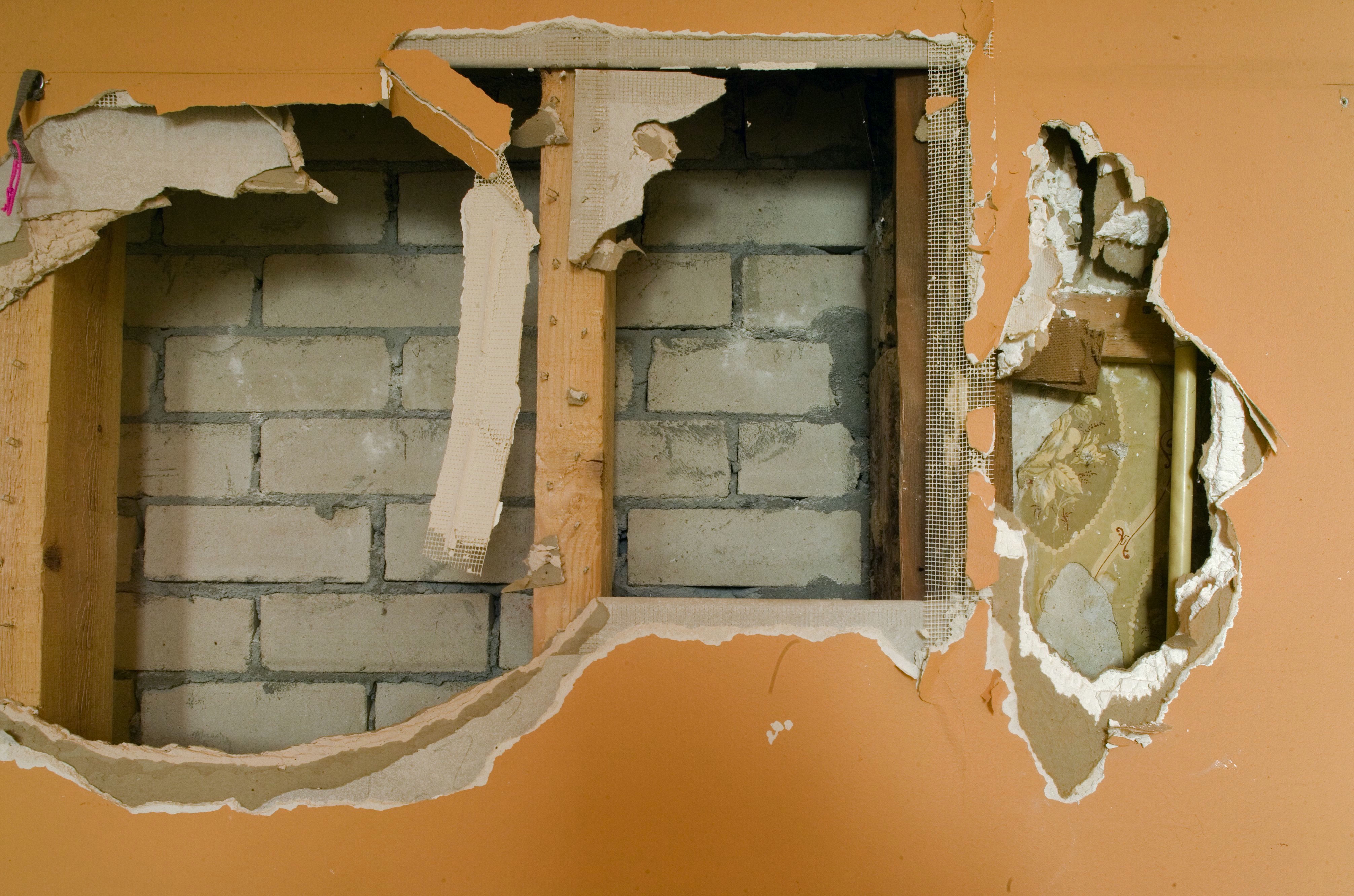
Voorzetwand (met gat) in een woning.

Een binnenmuur van weinig zware materialen noemt men ook wel binnenwand, een muur daarentegen van zwaar steenachtig materiaal wordt in de regel een muur genoemd.

### Spouwmuur
Buitenmuren worden meestal uitgevoerd als spouwmuur. Een spouwmuur is een dubbel uitgevoerde muur die wordt gescheiden door een luchtspouw. De binnenste muur wordt het binnenblad genoemd, de buitenste het buitenblad. In een spouwmuur bevindt zich tussen het binnen- en buitenblad een luchtspleet, de spouw. De spouw dient vooral voor het drooghouden van het binnenblad en een beetje warmte-isolatie. De spouw dient licht geventileerd te worden om overtollige waterdamp af te voeren. Tegen het binnenblad wordt meestal isolatiemateriaal aangebracht. Een spouwmuur kan ook als binnenmuur worden toegepast ten behoeve van de geluidsisolatie, bijvoorbeeld tussen rijtjeswoningen als woningscheidende muur. De geluidsisolatie komt onder meer tot stand door het scheiden van de vloer; de vloer loopt niet door van de ene naar de andere woning en zo wordt het contactgeluid beperkt. Het luchtgeluid wordt beperkt door de massa van de woningscheidende wand.

### Dragende muur
Een andere onderverdeling van muren is die in dragende muren en niet-dragende muren. Dat is van belang bij het uitvoeren van een verbouwing. Het verwijderen van een dragende muur of het aanbrengen van een opening in een dragende muur is alleen mogelijk als er voldoende steun overblijft voor de belastingen die op de muur werken (bijvoorbeeld de bovenliggende constructie met het gewicht van het dak). Meestal zal er een (stalen) draagbalk moeten worden aangebracht om die belastingen te verwerken. Als dat niet goed wordt uitgevoerd, kan het gebouw scheuren gaan vertonen of instorten. Een niet-dragende muur of scheidingswand kan zonder al te veel problemen door een doe-het-zelver worden veranderd.

### Brand
Een gemetselde muur is in principe onbrandbaar en lijkt daarom een zeer veilige constructie. Tijdens of na afloop van een brand kan een muur echter instabiel worden door het ontstaan van (horizontale) scheuren. Hierdoor komt een muur los te staan en kan omvallen. In de muur opgelegde stalen balken kunnen de muur hierbij ook nog naar buiten drukken. 
In maart 2003 kwamen drie brandweermannen om het leven toen zij bedolven raakten onder een instortende gemetselde muur van de brandende Koningkerk aan de Kloppersingel te Haarlem.

## Stads- en verdedigingsmuren

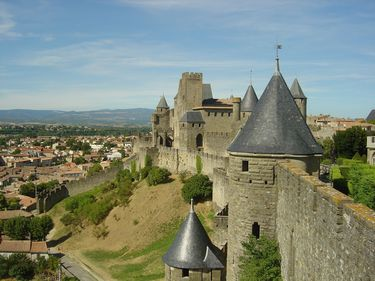
Stadsmuur van Carcassonne.

Losstaande muren worden toegepast om ongewenste indringers tegen te houden. Beroemde voorbeelden hiervan zijn de Chinese Muur en de Muur van Hadrianus in Engeland.
De Berlijnse Muur werd vooral aangelegd om mensen die wilden vertrekken tegen te houden.
Ook werden steden sinds de oudheid voorzien van muren. In de Europese geschiedenis verloren stadsmuren hun betekenis als verdedigingswerk grotendeels in de periode rond 1500 vanwege de ontwikkeling van kanonnen waartegen gemetselde muren niet bestand waren. Gemetselde stadsmuren werden vervangen of aangevuld door wallen, grachten, bolwerken en ravelijnen.

## Andere vrijstaande muren
Een tuinmuur wordt gebruikt om indringers en (wilde) dieren buiten het erf of de tuin te houden. Muren rond gevangenissen dienen daarentegen juist om mensen binnen te houden.

## Constructie

### Materiaal
Muren kunnen van verschillende materialen worden geconstrueerd. Vroeger gebruikte men wel leem op een skelet van takken. Sommige oude huizen zijn gebouwd als vakwerkhuizen met een geraamte van balken, die aan de buitenkant van het huis zichtbaar blijven.
Woningen en kleinere gebouwen worden tegenwoordig meestal gemetseld met smalle of volle baksteen. Voor grote gebouwen kan ook baksteen worden gebruikt, maar de achterliggende constructie is vaak van gewapend beton of bestaat uit een staalskelet voor de nodige stabiliteit. 

### Afwerking
Om een gladde afwerking te verkrijgen voor behang- of sauswerk wordt een muur gepleisterd of gestukadoord. Een gemetselde binnenmuur die alleen wordt afgevoegd, wordt als schoonwerk uitgevoerd. 

### Openingen
Om licht, lucht, personen en goederen te laten passeren, worden muren voorzien van een of meer van zogenaamde muuropeningen, zoals:
- poorten
- deuren
- ramen

Een muur zonder openingen wordt een blinde muur genoemd.

## Uitdrukkingen
- Tegen de muur zetten - executeren door middel van een vuurpeloton. Figuurlijk: iemand geen keus laten. Dit komt overeen met met de rug tegen de muur staan - geen kant meer op kunnen, geen mogelijkheden meer hebben.
- Hij heeft een muur om zich heen - je dringt niet goed tot hem door.
- Het is alsof je tegen een muur staat te praten - de gesprekspartner wil niet luisteren of negeert je.
- Chinese muur (figuurlijk) - informatiescheiding binnen organisaties als banken en toezichthouders (NMa, AFM).
- Muurtje (voetbal) - een rij verdedigers die bij een vrije trap van de tegenpartij naast elkaar is opgesteld om de doorgang naar het doel te blokkeren.
- Uit de muur eten - wanneer voedsel uit een automatiek wordt betrokken.
- Geld uit de muur halen - contant geld opnemen uit een geldautomaat.

## Bekende muren
- Aureliaanse Muur om Rome
- Muren van Belfast
- Berlijnse Muur
- Chinese Muur
- Muur van Hadrianus bij grens met Schotland
- Israëlische muur
- Muur van Jericho
- Klaagmuur in Jeruzalem
- Lange Muren bij Athene
- Muur van Mussert bij Lunteren
- Muur van Servius Tullius om Rome
- Muur van Urbanus VIII om Rome